# Ablemma shimojanai
Ablemma shimojanai là một loài nhện trong họ Tetrablemmidae.
Loài này thuộc chi Ablemma. Ablemma shimojanai được Komatsu miêu tả năm 1968.